# 272e régiment de fusiliers motorisés
Ne doit pas être confondu avec 272e régiment de fusiliers motorisés de la Garde.
Le 272e régiment de fusiliers motorisés (en russe : 272-й мотострелковый полк, abrégé 272 мсп), numéro d'unité militaire 36994, est une unité des forces terrestres russes.
L'unité fait partie de la 47e division de chars de la 1re armée de chars de la Garde, basée à Moulino dans le district militaire ouest.

## Historique
Le 272e régiment de fusiliers motorisés est créé durant l'année 2022 pour répondre aux besoins de l'invasion de l'Ukraine.
En novembre 2023, le régiment opère en direction de Stelmakhivka (en), dans le raïon de Svatove.
Fin janvier 2024, il est déployé dans les environs de Krokhmalne (en), dans le raïon de Koupiansk, au sein de la 47e division de chars.
En mai 2024 selon l'ISW, des unités du régiment opèrent près de Vovtchansk dans le cadre de l'offensive de Kharkiv.